# Анна Лукаста (фильм, 1949)
Анна Лукаста (англ. Anna Lucasta) — нуаровая мелодрама режиссёра Ирвинга Рэппера, которая вышла на экраны в 1949 году.
Фильм рассказывает о девушке из бедной семьи Анне Лукасте (Полетт Годдар), которую выгоняет из дома отец (Оскар Хомолка), однако затем возвращает её, когда появляется выгодный жених Рудольф Стробел (Уильям Бишоп), за счёт которого члены семьи Лукаста рассчитывают обогатиться. Однако между Анной и Рудольфом вспыхивает настоящее чувство, и, несмотря на все жизненные невзгоды, они остаются вместе.
Сценарий фильма столкнулся с серьёзными претензиями со стороны Администрации Производственного кодекса, в результате чего пришлось удалить или ослабить многие наиболее острые темы, такие как проституция и кровосмесительная связь. Но и в такой форме фильм смотрелся достаточно остро для своего времени, показывая нищету и убожество американской семьи в маленьком городке. Из-за перегруженности разговорами фильм смотрится немного тяжеловесно и статично, но ему во многом помогает хорошая актёрская игра.

## Сюжет
В небольшом городке Мейберри в штате Пенсильвания проживает небогатая семья американцев польского происхождения, в состав которой входят пьяница-отец Джо Лукаста (Оскар Хомолка), его жена Тереза (Лиза Голм), двое их детей — Стенли (Уит Бисселл) и Стелла (Мэри Уикс), а также супруги детей, соответственно Кэти (Гейл Пейдж) и Фрэнк (Бродерик Кроуфорд). Однажды Джо получает письмо от старого друга, в котором сообщается, что скоро в город приедет его сын Рудольф Стробел (Уильям Бишоп). Друг пишет, что у Рудольфа будет с собой 4000 долларов и просит Джо помочь найти для сына хорошую жену. Услышав о деньгах, собравшиеся за столом члены семьи Лукаста приходят в возбуждение, и после недолгого обсуждения Тереза предлагает вернуть в дом сбежавшую дочь, красавицу Анну (Полетт Годдар), с тем, чтобы выдать её за богатого Рудольфа. Джо не желает иметь с Анной ничего общего и отказывается от этой идеи. Однако Фрэнк, который очень хочет заполучить деньги Рудольфа, избивает Джо, силой заставляя того поехать в Нью-Йорк и уговорить Анну вернуться домой. Анна занимается развлечением клиентов в захудалом бруклинском баре под названием «Ноев ковчег». Она сблизилась с одним из завсегдатаев бара, моряком Дэнни Джонсоном (Джон Айрленд). Однажды Дэнни заходит в бар с другим моряком Бастером (Джеймс Браун), после чего садится с Анной за отельный столик, доверительно сообщая ей, что собирается оставить работу в море и осесть на берегу. Анна рассчитывает, что Дэнни наконец сделает ей предложение, однако он даже не думает об этом. Поняв это, Анна уходит танцевать с Бастером. В этот момент в баре появляется Джо, уговаривая Анну вернуться домой. У Анны нет денег и, кроме того, её выселили из арендованной квартиры, и потому она соглашается вернуться, по дороге быстро выясняя, чего от неё хочет Джо.
Приезжающего Рудольфа на станции встречают Фрэнк с Стелла. Увидев его багаж, а затем и самого Рудольфа, Фрэнк и Стелла понимают, что это не наивный сельский простак, которого они рассчитывали увидеть, а интеллигентный и умный мужчина с высшим образованием, которого будет не так просто обвести вокруг пальца. Фрэнк и Стелла привозят Рудольфа в свой дом, где тот рассказывает, что намерен преобразовать свою заброшенную ферму, а также преподавать в местной школе. После того, как Фрэнк в очередной раз провалился на работе, его и Стенли увольняют, в результате чего обе их семьи остаются без источника дохода. Однако неунывающий Фрэнк тут же безуспешно пытается выудить из Рудольфа деньги, втянув его в сомнительный проект. Рудольф в свою очередь сразу же обращает внимание на Анну, даже несмотря на то, что пьяный Джо предупреждает его держаться подальше от таких женщин, как она. Услышав слова отца, оскорблённая Анна убегает в местный бар. Вскоре Рудольф находит её в баре, и они обедают вместе. На следующий день Рудольф везёт Анну показать свою ферму, и в ходе прогулки делает ей предложение. Анна не даёт ответа, а ночью вспоминает о событиях, которые привели её к бегству из дома. Однажды, когда Анна поздно вернулась с танцев, родители не пустили её в дом. Анна пошла в сарай за запасным ключом, где провожавший ей парень попытался её поцеловать. В этот момент в сарай зашёл Джо, который выгнал парня и категорически заявил, что больше не разрешит Анне ни с кем встречаться. Вспомнив об этой истории, Анна понимает, что отец не даст ей спокойно жить с Рудольфом, и решает уехать из города. Рудольф догоняет её уже на станции, уговаривая выйти за него замуж, и они целуются. Анна даёт согласие, и перед свадьбой Рудольф отдаёт ей свои деньги, которые вскоре пропадают.
В то время, как все члены семьи Лукаста готовятся к свадьбе, Джо не выходит из своей комнаты. После того, как все отправляются на венчание в церковь, Джо спускается вниз. Затем он наблюдает в окно, как молодожёны возвращаются домой. Сев в кресло, Анна находит записку от Дэнни, который приехал, чтобы увезти её с собой. Опасаясь появления Дэнни, Анна выпроваживает ошеломлённого Рудольфа домой, после чего отец говорит ей, что это Дэнни забрал деньги Рудольфа. Появившийся вскоре Дэнни силой целует Анну и требует, чтобы она ехала в Нью-Йорк вместе с ним. Угрожая рассказать директору школы, где работает Рудольф, о прошлом Анны и тем самым разрушить его репутацию, Джо требует, чтобы Анна немедленно уехала вместе с Дэнни. Заявив отцу, что больше не хочет его видеть никогда, Анна уезжает. Однако вскоре Рудольф приезжает в Бруклин в поисках Анны. Он находит бар «Ноев ковчег», где целый день ожидает её появления. Так и не дождавшись Анны, Рудольф оставляет для неё записку, в которой сообщает о смерти Джо. После того, как Анна приезжает в бар в компании гуляющего моряка, появляется Дэнни, отбирая у неё деньги и украшения, которые дарил ей. Между моряками начинается драка, после чего они оба удаляются. Анна остаётся в опустевшем баре вдвоём с барменом Ноем (Уилл Гир), который читает ей записку от Рудольфа, а затем заставляет её немедленно позвонить ему в гостиницу. Однако, как выясняется, Рудольф уже уехал. Расстроенная Анна выходит из бара на ночную улицу, где её ожидает Рудольф. Взявшись за руки, они удаляются.

## В ролях
- Полетт Годдар — Анна Лукаста
- Уильям Бишоп — Рудольф Стробел
- Джон Айрленд — Дэнни Джонсон
- Оскар Хомолка — Джо Лукаста
- Бродерик Кроуфорд — Фрэнк
- Уилл Гир — Ной
- Гейл Пейдж — Кэти
- Мэри Уикс — Стелла
- Уит Бисселл — Стенли Лукаста
- Лиза Голм — Тереза Лукаста
- Джеймс Браун — Бастер
- Денни Мур — Бланш

В титрах не указаны
- Олин Хоуленд — начальник станции
- Эстер Дейл — миссис Поласки

## Создатели фильма и исполнители главных ролей
Режиссёр Ирвинг Рэппер более всего известен как постановщик таких успешных мелодрам с участием Бетт Дейвис, как «Вперёд, путешественник» (1942), «Кукуруза зелёная» (1945), «Обман» (1946) и «Яд другого человека» (1951), а также мюзикла «Рапсодия в голубых тонах» (1945) и драмы «Стеклянный зверинец» (1950).
Драматург, сценарист и кинопродюсер Филип Йордан в 1946 году был номинирован на «Оскар» за сценарий фильма «Диллинджер» (1945). Позднее он был также номинирован на «Оскар» за сценарий фильма «Детективная история» (1951) и получил «Оскар» за фильм «Сломанное копьё» (1954). Среди других наиболее значимых фильмов по сценариям Йордана — «Дом незнакомцев» (1949), «Выхода нет» (1950), «Джонни Гитара» (1954), «Человек из Ларами» (1955) и «Тем тяжелее падение» (1956).
Полетт Годдар в 1944 году была номинирована на «Оскар» за роль второго плана в фильме «Сквозь горе, тоску и утраты» (1943). Кроме того, Годдар известна ролями в фильмах Чарли Чаплина «Новые времена» (1936) и «Великий диктатор» (1940), хоррор-комедиям с Бобом Хоупом «Кот и канарейка» (1939) и «Охотники за привидениями» (1940), а также мелодраме «Задержите рассвет» (1941).
В 1949 году Бродерик Кроуфорд сыграл главную роль в фильме «Вся королевская рать», которая принесла ему «Оскар». Среди других его значимых картин — «Рождённая вчера» (1950), «Скандальная хроника» (1952), «Человеческое желание» (1954) Фритца Ланга и «Мошенники» (1955) Федерико Феллини.

## История создания фильма
В 1936 году Филип Йордан написал пьесу «Анна Лукаста», которая, по словам кинообозревателя «Нью-Йорк Таймс» Томаса Прайора, «изначально рассказывала историю убогой, обнищавшей польской семьи в маленьком городке в Пенсильвании». Однако на бродвейскую сцену пьеса попала только в июне 1944 года в постановке American Negro Theater из Гарлема с полностью чёрным актёрским составом. Именно в таком варианте пьеса стала хитом, после чего возникла идея её экранизации.
Однако, как отмечено в материалах Американского института киноискусства, директор Администрации Производственного кодекса 7 ноября 1944 года в письме продюсеру Paramount Pictures Хэлу Уоллису сообщил, что пьеса не приемлема как материал для фильма из-за её «общей низменной тональности и аморального духа истории», в особенности, из-за показа «проституции Анны, частого использования вульгарных и богохульных выражений, изображения одного из персонажей как сутенёра, и намёков на кровосмесительные отношения или на сексуальные желания Джо по отношению к Анне». В изначальной пьесе Анна была ясно показана как проститутка, и именно кровосмесительные чувства Джо по отношению к дочери приводят к разрыву между ними.
По словам историка кино Хэла Эриксона, таким образом «перед Голливудом возникло две проблемы. С одной стороны, история рассказывала о проститутке, которую эксплуатирует её алчная семья. С другой стороны, персонажи были чёрными, что в те времена наполовину сокращало кассовый потенциал картины из-за чёткого разделения аудитории по расовому принципу». И потому при переработке пьесы в сценарий Йордан и его соавтор Артур Лорентц внесли изменения в расчёте на массовый прокат. Так, на сексуальные похождения Анны говорится лишь намёками, и у некоторых зрителей даже могло «сложится впечатление, что она всё ещё девственница до самого конца фильма». А расовый аспект был удалён путём обратной замены негритянских персонажей на польских американцев. В остальном, по словам Эриксона, «сценарий не сильно отступает от пьесы».
7 июля 1947 года Филипп Йордан направил в Администрацию Производственного кодекса заявку на создание фильма по своей пьесе, указав в ней, что «аморальные элементы открытой проституции, инцеста и сутенёрства полностью отсутствовали в моей изначальной версии. Я намерен полностью убрать эти вредные элементы из сценария». Согласно статье в «Лос-Анджелес Экспресс», первоначально сценарий был куплен продюсером Робертом Кейном в июле 1947 года для производства на студии Twentieth Century Fox. В октябре 1947 года право на экранизацию перекупила студия Columbia Pictures. После внесения Йорданом и Лорентцом последующих правок в сценарий, он был признан Администрацией приемлемым с минимальными изменениями.
По информации «Голливуд Репортер», производство фильма должно было начаться в начале 1948 года, однако оно откалывалось несколько раз отчасти из-за занятости Полетт Годдар в других проектах. В сентябре 1948 года «Голливуд репортер» сообщил, что завершены переговоры со Сьюзен Хэйворд на исполнение главной роли. Согласно той же статье, на эту роль также рассматривались Линда Дарнелл и Рита Хейуорт. Наконец, в январе 1949 года фильм был запущен в производство с Годдар в главной роли. Сообщалось также о том, что в фильме должен был сыграть Гиг Янг, а на должность режиссёра рассматривался Уильям Дитерле.
В 1958 году режиссёр Арнольд Лейвен поставил на студии United Artists ещё один фильм по пьесе Йордана с полностью чёрным составом актёров, который возглавили Эрта Китт и Сэмми Дэвис-младший.

## Оценка фильма критикой

### Общая оценка фильма
После выхода фильма на экраны кинокритик «Нью-Йорк Таймс» Томас Прайор отметил, что хотя фильм и верен первоисточнику, однако по сравнению с пьесой он «потерял большую часть своей наэлектризованности», так как актёры, занятые «в этой безжалостной демонстрации человеческого убожества даже отчасти не столь одухотворены или убедительны в своей игре, как негритянская труппа, которая принесла пьесу на Бродвей пять лет назад».
Как далее пишет Прайор, «несмотря на ограничения Производственного кодекса, Йордан сделал актёрский текст на удивление острым, хотя ему и Лорентцу, возможно, где-то и пришлось придержать свои мысли». С острой наблюдательностью Йордан описал «прожорливую хищную стаю из низших слоёв общества. Внешне Лукасты представлены на экране правдиво, но почему-то их действия не кажутся реальными», и потому зритель, как представляется, не может получить больше, чем «отрывочное удовлетворение своего интереса в отталкивающих подробностях их жизни». Как далее отмечает критик, в фильме «очень много разговоров, в результате чего, несмотря на умелую режиссёрскую работу Ирвинга Рэппера, в картине превалирует ощущение тяжести и статики».
В рецензии Variety в качестве достоинства картины указано на «её способность отдаться быстрому потоку остроумия, который проистекает прямо из конкретных ситуаций. Сценаристы Филипп Йордан и Артур Лорентц использовали этот фактор на полную мощь».

### Оценка актёрской игры
Прайор отмечает с положительной стороны работу большинства актёров в фильме. В частности, он пишет, что «когда Годдар в роли Анны свободно вращает бёдрами в своём узком платье, которое подчёркивает каждое её движение, её вызывающий образ в бруклинском порту совершенно понятен». С другой стороны, «не столь очевидно, но каждому внимательному зрителю достаточно ясно, что в глазах Оскара Хомолки в роли пьяного отца есть кровосмесительный блеск». Что касается Бродерика Кроуфорда, то он «груб и безыскусно коварен в роли Фрэнка», а Уильям Бишоп «смотрится слишком умным в роли закончившего колледж фермера, чтобы принять его таким, каков он есть». На их фоне искренне и привлекательно выглядят «Лиза Голм в роли измученной миссис Лукасты, а также Гейл Пейдж в роли порядочной девушки, которая по непонятной причине вышла замуж за члена этой семьи». Кроме того, по словам Прайора, «Йордан также обеспечил несколько колоритных, броских эпизодических персонажей, чтобы приукрасить бруклинский кабак, в который Анна возвращается, когда окончательно понимает причины странного поведения своего отца». В целом, как полагает Прайор, «если исходить из первоклассной актёрской игры, то „Анна Лукаста“ могла бы быть намного лучше».
В рецензии Variety обращается внимание на «умелую и азартную» актёрскую работу Полетт Годдар, «хотя её физические параметры и не соответствует требованиям пышности её роли, что не позволяет ей высечь искру». В свою очередь, по мнению Хэла Эриксона, «Бродерик Кроуфорд смотрится лучше всех в роли придурковатого сводного брата, ловко сочетая в своём образе грубый эгоизм и милый юмор».